# 犯罪小說

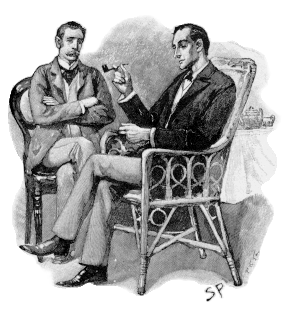
拿著煙斗的歇洛克·福爾摩斯與助手約翰·華生皆是犯罪小說最有名的人物之一

犯罪小說（英語：crime fiction）是一種描述犯罪、偵查、動機與嫌疑犯的小說類型，通常可以與其他小說類型相區隔開來，不過界線可能不夠明確。犯罪小說包括幾個子類型，例如推理小說、恐怖小說、硬漢派偵探小說等類型。

## 歷史
犯罪小說被視為一種嚴謹的小說類型大約在1900年左右，而目前已知最早的犯罪小說是1839年的《The murder of machine operator Rolfsen》，其他像是著名的作家愛倫·坡發表的《莫爾格街兇殺案》、《瑪麗·羅傑命案》與《失竊的信》都是早期相當重要的作品。

## 與推理小說的區別
因為歐美一直沒有“推理”小說這個類別，只有偵探小說（detective fiction）這個稱呼。而偵探小說一詞有許多限制性。因此常用更廣泛的犯罪小說一詞代替，較有名的例子有英國犯罪作家協會（Crime Writers' Association，簡稱CWA，中文常誤譯成：英國推理作家協會）。

## 外部連結
- The Crime Writers Association （页面存档备份，存于）
- World's Best Detective, Crime, and Murder Mystery Books （页面存档备份，存于）
- Classic Crime Fiction （页面存档备份，存于）